# Harfiarz czerwonowłosy
Harfiarz czerwonowłosy (Psalmopoeus victori) – gatunek pająka z rodziny ptasznikowatych. Zamieszkuje północną Amerykę Centralną.

## Taksonomia
Gatunek ten opisany został po raz pierwszy w 2014 roku przez Jorge Ivána Mendozę-Marroquína. Jako lokalizację typową wskazał on San Andrés Tuxtla w meksykańskim stanie Veracruz. Epitet gatunkowy nadano na cześć Víctora Hugo Jiméneza Arcosa, herpetologa, który odłowił holotyp. W 2020 roku Ray Gabriel i Danniella Sherwood, bazując głównie na morfometrii spermatek i biogeografii, opisali trzy nowe gatunki: P. copanensis z Hondurasu, P. sandersoni z Belize oraz P. petenensis z Gwatemali, zaliczając je do grupy P. reduncus. Wszystkie one zostały zsynonimizowane z P. victori w 2022 roku przez Yeimy Cifuentes i Rogéira Bertaniego.

## Morfologia
Samce osiągają od 27 do 32 mm, a samice od 45 do 51 mm długości ciała. Ubarwienie samca jest brązowoszare, z czarnym spodem prosomy, lekkim oliwkowozielonym połyskiem na karapaksie, ciemnozielonym połyskiem i szarym owłosieniem na odnóżach i nogogłaszczkach oraz szarym, rudo owłosionym wierzchem opistosomy (odwłoka). Ubarwienie samicy jest ciemnobrązowe do czarnego, z zielonym połyskiem na karapaksie, szczękoczułkach i odnóżach oraz długimi, czerwonymi szczecinkami na wierzchu opistosomy i odnóżach dwóch ostatnich par. Niewiele dłuższy niż szeroki karapaks ma głębokie i zakrzywione jamki. Oczy pary przednio-środkowej leżą bardziej z przodu niż pary przednio-bocznej, a pary tylno-bocznej – bardziej z przodu niż pary tylno-środkowej. Szczękoczułki mają na przednich krawędziach rowków 9 zębów. Kolejność par odnóży od najdłuższej do najkrótszej to: I, IV, II, III. Stopy wszystkich par odnóży oraz nadstopia dwóch pierwszych par mają całkowite skopule, przy czym u samca skopule ostatniej pary stóp podzielone są pasmem szczecinek. Na nadstopiach trzeciej pary skopule zajmują odsiebną połowę u samicy i odsiebne ⅔ u samca. Na nadstopiach ostatniej pary – odsiebną ⅓ u samicy i odsiebną ¼ u samca.
Samce mają na goleniach pierwszej pary odnóży apofizy (haki) goleniowe złożone z dwóch gałęzi o osobnych podstawach, z których prolateralna jest krótka i silna, a retrolateralna – dłuższa i szersza; obie gałęzie mają kolec po stronie wewnętrznej. Nogogłaszczki samca mają kulisty bulbus z małym subtegulum. Około 2,5 raza dłuższy od tegulum embolus ma część dosiebną prostą i zaopatrzoną w przewężenie przy nasadzie, odsiebną ćwiartkę zaś delikatnie zakrzywioną i słabo lub umiarkowanie zwężoną ku wierzchołkowi.
Genitalia samicy mają dwie długie, trójkątnawe, całkowicie odseparowane, mniej więcej proste spermateki z dobrze zesklerotyzowanymi częściami odsiebnymi, pozbawione dobrze wyodrębnionych płatów.

## Ekologia i występowanie
Gatunek neotropikalny, znany z południowego Meksyku, Belize, Hondurasu i Gwatemali. Jest najdalej na północ występującym przedstawicielem rodzaju i jedynym ptasznikiem nadrzewnym znanym z Meksyku. Zasiedla pierwotne równikowe lasy deszczowe. Aktywny jest nocą i prowadzi skryty tryb życia. Gniazda buduje w szczelinach i próchnowiskach pni drzew na średniej wysokości.